# Cymodocella egregia
Cymodocella egregia är en kräftdjursart som först beskrevs av Charles Chilton 1892.  Cymodocella egregia ingår i släktet Cymodocella och familjen klotkräftor.
Artens utbredningsområde är havet kring Nya Zeeland. Inga underarter finns listade i Catalogue of Life.